# Catello Amarante (remero, 1990)
Catello Amarante (Castellammare di Stabia, 1 de mayo de 1990) es un deportista italiano que compite en remo.
Ganó cuatro medallas en el Campeonato Mundial de Remo entre los años 2012 y 2019, y cuatro medallas en el Campeonato Europeo de Remo entre los años 2017 y 2020.

## Palmarés internacional
| Campeonato Mundial | Campeonato Mundial       | Campeonato Mundial | Campeonato Mundial        |
| Año                | Lugar                    | Medalla            | Prueba                    |
| ------------------ | ------------------------ | ------------------ | ------------------------- |
| 2012               | Plovdiv (Bulgaria)       | Medalla de plata   | Ocho con timonel ligero   |
| 2013               | Chungju (Corea del Sur)  | Medalla de oro     | Ocho con timonel ligero   |
| 2018               | Plovdiv (Bulgaria)       | Medalla de plata   | Cuatro scull ligero       |
| 2019               | Ottensheim (Austria)     | Medalla de plata   | Cuatro scull ligero       |
| Campeonato Europeo |                          |                    |                           |
| Año                | Lugar                    | Medalla            | Prueba                    |
| 2017               | Račice (República Checa) | Medalla de plata   | Cuatro sin timonel ligero |
| 2018               | Glasgow (Reino Unido)    | Medalla de oro     | Cuatro scull ligero       |
| 2019               | Lucerna (Suiza)          | Medalla de oro     | Cuatro scull ligero       |
| 2020               | Poznań (Polonia)         | Medalla de oro     | Cuatro scull ligero       |